# Brijest (Osijek)
Pour les articles homonymes, voir Brijest.
Brijest est une localité de Croatie située dans la municipalité de Osijek, comitat d'Osijek-Baranja. Au recensement de 2001, elle comptait 1248 habitants.